# Caradrina phanasciera
Caradrina phanasciera là một loài bướm đêm trong họ Noctuidae.